# Boxeuropameisterschaften 1983
Die 26. Herren-Boxeuropameisterschaften der Amateure 1983 wurden vom 7. Mai bis zum 15. Mai 1983 im bulgarischen Warna ausgetragen. Dabei wurden 48 Medaillen in zwölf Gewichtsklassen vergeben. Die Boxer der Sowjetunion gewannen davon alleine acht Gewichtsklassen und waren damit die erfolgreichste Nation dieser Meisterschaft. Mit Ismail Mustafow, Petar Lessow, Wassili Schischow, Alexander Jagubkin und Francesco Damiani konnten fünf Boxer ihren EM-Titel aus dem Jahr 1981 erfolgreich verteidigen.

## Ergebnisse
| Klasse                          | Gold                            | Silber                    | Bronze                                                            |
| Halbfliegengewicht (bis 48 kg)  | Ismail Mustafow Bulgarien       | Salvatore Todisco Italien | Biebout Jesshanow Sowjetunion Mustafa Genç Türkei                 |
| Fliegengewicht (bis 51 kg)      | Petar Lessow Bulgarien          | János Váradi Ungarn       | Raschit Kabirow Sowjetunion Constantin Titoiu Rumänien            |
| Bantamgewicht (bis 54 kg)       | Juri Alexandrow Sowjetunion     | Sami Buzoli Jugoslawien   | Pavel Madura Tschechoslowakei Klaus-Dieter Kirchstein DDR         |
| Federgewicht (bis 57 kg)        | Serik Nurkassow Sowjetunion     | Plamen Kambusow Bulgarien | Róbert Gönczi Ungarn Frank Rauschning DDR                         |
| Leichtgewicht (bis 60 kg)       | Emil Tschuprenski Bulgarien     | Carlo Russolillo Italien  | Wiktor Demjanenko Sowjetunion Tibor Puha Tschechoslowakei         |
| Halbweltergewicht (bis 64 kg)   | Wassili Schischow Sowjetunion   | Mirko Puzović Jugoslawien | Jordan Lessow Bulgarien Siegfried Mehnert DDR                     |
| Weltergewicht (bis 67 kg)       | Pjotr Galkin Sowjetunion        | Luciano Bruno Italien     | Kieran Joyce Irland Mihail Ciobutaru Rumänien                     |
| Halbmittelgewicht (bis 71 kg)   | Waleri Laptew Sowjetunion       | Ralf Hunger DDR           | Mihail Takow Bulgarien Gheorgne Simion Rumänien                   |
| Mittelgewicht (bis 75 kg)       | Wladimir Melnik Sowjetunion     | Doru Maricescu Rumänien   | Henry Maske DDR Nusret Redžepi Jugoslawien                        |
| Halbschwergewicht (bis 81 kg)   | Witali Koschanowski Sowjetunion | Paweł Skrzecz Polen       | Pero Tadić Jugoslawien Eyüp Çiftçi Türkei                         |
| Schwergewicht (bis 91 kg)       | Alexander Jagubkin Sowjetunion  | Gyula Alvics Ungarn       | Pavel Golumbeanu Rumänien Grzegorz Skrzecz Polen                  |
| Superschwergewicht (über 91 kg) | Francesco Damiani Italien       | Ulli Kaden DDR            | Petar Stoimenow Bulgarien Alexander Miroschnitschenko Sowjetunion |

## Medaillenspiegel
| Rang | Land                            | Gold | Silber | Bronze | Gesamt |
| ---- | ------------------------------- | ---- | ------ | ------ | ------ |
| 01   | Sowjetunion                     | 8    | –      | 4      | 12     |
| 02   | Bulgarien                       | 3    | 1      | 3      | 07     |
| 03   | Italien                         | 1    | 3      | –      | 04     |
| 04   | Deutsche Demokratische Republik | –    | 2      | 4      | 06     |
| 05   | Jugoslawien                     | –    | 2      | 2      | 04     |
| 06   | Ungarn                          | –    | 2      | 1      | 03     |
| 07   | Rumänien                        | –    | 1      | 4      | 05     |
| 08   | Polen                           | –    | 1      | 1      | 02     |
| 09   | Türkei                          | –    | –      | 2      | 02     |
| 09   | Tschechoslowakei                | –    | –      | 2      | 02     |
| 11   | Irland                          | –    | –      | 1      | 01     |
|      | Gesamt                          | 12   | 12     | 24     | 48     |